# Le Deschaux
Le Deschaux é uma comuna francesa na região administrativa de Borgonha-Franco-Condado, no departamento de Jura. Estende-se por uma área de 8,56 km². Em 2010 a comuna tinha 1 034 habitantes (densidade: 120,8 hab./km²).